# Maryland State House

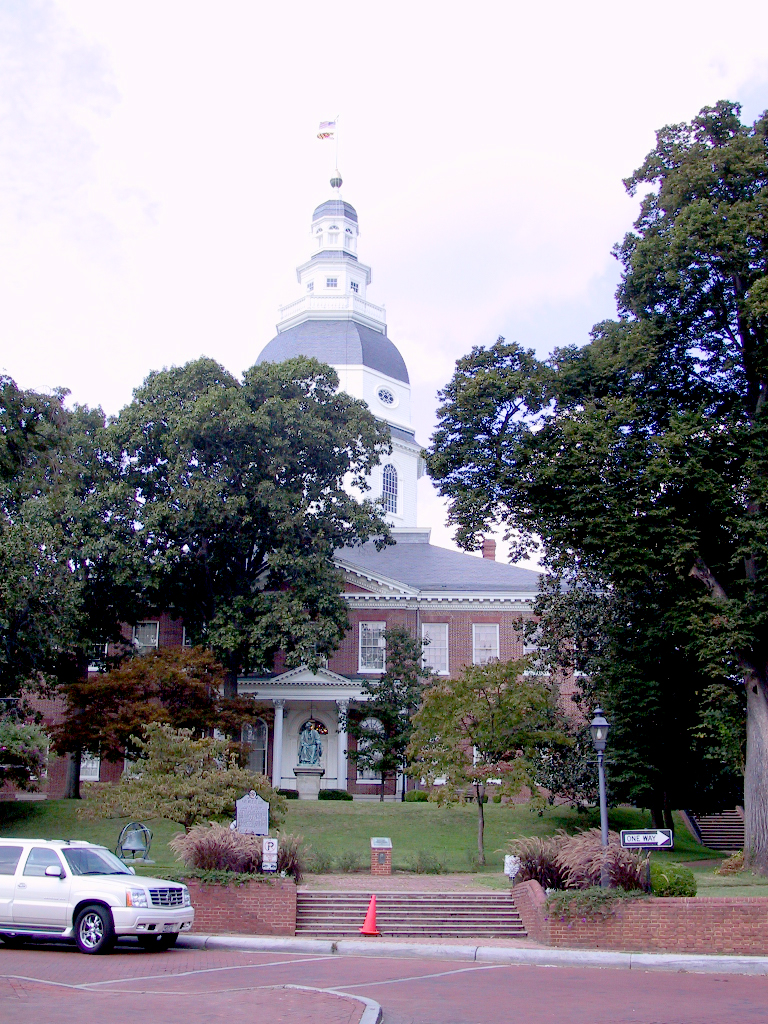
Maryland state House

Het Maryland State House is het parlementsgebouw van de Amerikaanse staat Maryland. Het staat in de hoofdstad Annapolis. Het werd ontworpen door Joseph Horatio Anderson.
Het gebouw heeft een grote rol gespeeld in de vroege geschiedenis van de Verenigde Staten. Zo werd het in 1783 en 1784 gebruikt door het Amerikaans Congres.
Sinds 15 oktober 1966 heeft het de status van National Historic Landmark.

## Geschiedenis
In 1772 werd met de bouw begonnen. Het gebouw was pas in 1779 af. De Amerikaanse Onafhankelijkheidsoorlog zorgde namelijk voor grote vertragingen.
In 1783 en 1784 was Annapolis de hoofdstad van de Verenigde Staten en werd het gebouw gebruikt door het Amerikaans Congres. Op 23 december 1783 nam George Washington ontslag als opperbevelhebber van leger. Hij deed dit in het State House. Op 14 januari 1784 werd in hetzelfde gebouw de Vrede van Parijs (het einde van de Onafhankelijkheidsoorlog) gerattificeerd.

## Trivia
- Het State House heeft de grootste houten koepel zonder spijkers, die ooit in de Verenigde Staten is gebouwd.
- De koepel staat afgebeeld op het Maryland State Quarter.
- Benjamin Franklin, de uitvinder van de bliksemafleider, heeft persoonlijk een bliksemafleider op het dak geïnstalleerd.